# Rosie Jimenez
Rosie Jimenez (McAllen, 5 de agosto de 1950 – McAllen, 3 de outubro de 1977) também conhecida como Rosaura Jimenez, é a primeira mulher que morreu nos Estados Unidos devido a um aborto inseguro após a aprovação da emenda Hyde.
A emenda que foi aprovada na Câmara dos Representantes dos Estados Unidos no ano de 1977 cortou o financiamento do Medicaid para abortos seguros supervisionados por médicos. Incapaz de pagar por um aborto seguro e legal em uma clínica, Jimenez procurou um aborto mais barato, que não dispunha de toda segurança necessitada para esse procedimento. Morreu aos 27 anos de uma infecção após ser levada ao Hospital Geral de McAllen no Texas. Na época, era uma estudante que teria obtido uma credencial de ensino em seis meses, bem como mãe solteira de uma filha de quatro anos.

## Biografia
Rosie nasceu em McAllen, cidade no interior do estado do Texas no ano de 1950, em uma grande família com ascendência mexicana. Possuía 11 irmãos, embora alguns tenham morrido jovens, inclusive sua irmã gêmea. Antes de sua morte, obteve seu GED [en] e frequentou a Universidade do Texas–Pan-Americana [en]. Tornou-se mãe solteira aos 20 anos e, quando faleceu, tinha uma filha de quatro anos chamada Monique. Sua meta era tornar-se uma professora de educação especial.

### Morte
No ano de 1976, a emenda Hyde restringiu o financiamento do Medicaid para abortos. O custo típico de um aborto em McAllen na época era de 230 dólares sem seguro, valor inacessível para boa parte da população.
Em setembro de 1977, Rosie fez um aborto com uma parteira não licenciada em McAllen. Rosie contraiu uma infecção por Clostridium perfringens como resultado do procedimento. Depois de passar sete dias em uma unidade de intensiva, morreu de falência múltipla de órgãos em 3 de outubro de 1977.

## Legado
Um mês após sua morte, o jornal The New York Times publicou um editorial em que Rosie Jimenez era considerada a “primeira vítima” e relacionava a causa da morte de Jimenez com o corte dos fundos do Medicaid para o aborto. O editorial afirmava: “A mulher morta tinha um cartão Medicaid, mas isso não lhe serviu de muito. Em 4 de agosto, o governo federal parou de pagar abortos para os pobres, a menos que a vida da mãe estivesse em perigo”.
No ano de 1979, foi lançado pelo jornalista o livro Rosie: The investigation of a wrongful death pela jornalista e feminista Ellen Frankfort, em edição publicada pela editora Dial Press [en].
Em 1995, a coletânea lançada pela 550 Music [en]/Epic Records chamado Spirit of '73: Rock for Choice [en] foi organizado pelo grupo ativista Fundação Maioria Feminista [en], e as notas do encarte afirmaram que os lucros do álbum foram destinados a apoiar a Campanha  Becky Bell/Rosie Jimenez “para suspender as leis de consentimento e as restrições de financiamento federal que estão forçando mulheres jovens a recorrer a abortos clandestinos”.
Desde 1995, o grupo Abortion Access Project organiza o Dia Rosie Jimenez todo dia 3 de outubro, além de patrocinar palestras e outros eventos todos os anos nesse mês para lembrar dela.

### Lei de Rosie
Em março de 2023, a senadora estadual do Texas, Sarah Eckhardt [en] e a deputada estadual Sheryl Cole [en] apresentaram a Lei Rosie [en]. A lei expandiria a cobertura do Medicaid para incluir assistência ao aborto e contraceptivos, e suspenderia uma proibição de 2017 sobre a cobertura de assistência ao aborto por planos de seguro privados.